# Johann Friedrich Carstens
Johann Friedrich Carstens (* 13. April 1696 in Lübeck; † 8. März 1761 ebenda) war ein deutscher Jurist und Bürgermeister der Hansestadt Lübeck.

## Leben
Carstens war Sohn des bereits 1701 verstorbenen Lübecker Ratsherrn Joachim Friedrich Carstens. Er studierte Rechtswissenschaften an den Universitäten Altdorf und Straßburg. Er bereiste auf seiner Grand Tour Paris, London und die Niederlande. In seine Heimatstadt zurückgekehrt erhielt er 1720 die Stellung eines Ratssekretärs und stieg in der Kanzlei 1735 zum Protonotar auf. 1738 wurde zum Mitglied des Lübecker Rats erwählt. In seine Amtszeit als Ratsherr fällt die von der Bürgerschaft erzwungene Selbstergänzung des Lübecker Rates 1739. Als Ratsherr vertrat er die Stadt 1745 in Steinhorst und Ritzerau bei den Verhandlungen mit Kurhannover über die Frage der Möllner Pertinenzien. Er wirkte 1747 gemeinsam mit dem Ratsherrn Philipp Caspar Lamprecht am Vergleichsschluss mit der hannoverschen Regierung mit. Im Jahr 1750 wurde er im Rat zum weiteren Bürgermeister bestimmt.